# César de la meilleure affiche
Le César de la meilleure affiche est une ancienne récompense cinématographique française décernée par l'Académie des arts et techniques du cinéma de 1986 à 1990.
Cette récompense a disparu car il était extrêmement difficile de distinguer donc de récompenser le "véritable créateur" : celui ou celle qui a eu "l'idée" (souvent de nombreuses personnes), celui ou celle qui réalise (agence de publicité, studio de création, affichiste indépendant...). Il est donc souvent impossible d'attribuer nommément une affiche à une « personne précise », ce qui n'était pas le cas jusqu'à la fin des années 70 où de grands affichistes (René Ferracci, Jean Mascii...) interprétaient l'œuvre cinématographique (sans avoir forcément vu le film, mais à partir du scénario), on parlait alors « d'art parallèle au 7e Art » (Kouper).

## Palmarès
Parmi les cinq films primés, quatre n'ont reçu que cette récompense lors de la cérémonie des César : 37°2 le matin — malgré 10 nominations, ce qui suscita une vive déception de la part du réalisateur Jean-Jacques Beineix —, Tandem,, La Petite Voleuse et Cinema Paradiso.

### Années 1980
- 1986 : Michel Landi pour Harem
  - Zoran Jovanovic pour La Forêt d'émeraude
  - Benjamin Baltimore pour Péril en la demeure
  - Benjamin Baltimore pour Ran
  - Bernard Bernhardt pour Subway
- 1987 : Christian Blondel pour 37°2 le matin[8].
  - Claude et Denise Millet pour Je hais les acteurs
  - Michel Jouin pour Jean de Florette
  - André François pour Max mon amour
  - Gilbert Raffin pour Thérèse
- 1988 : Stéphane Bielikoff et Sadi Nouri pour Tandem[9].
  - Philippe Lemoine (affichiste) pour Le Dernier Empereur
  - Benjamin Baltimore, Luc Roux pour Sous le soleil de Satan
  - Philippe Lemoine (affichiste) pour Un homme amoureux
- 1989 : Annie Miller, Luc Roux et Stéphane Bielikoff pour La Petite Voleuse
  - Christian Blondel pour L'Ours
  - Benjamin Baltimore pour La Lectrice
  - Andrzej Malinowski pour Le Grand Bleu
  - Anahi Leclerc, Daniel Palestrant pour Les Saisons du plaisir

### Années 1990
- 1990 : Gilles Jouin, Guy Jouineau / Guy Bourduge ("Jouineau Bourduge") pour Cinema Paradiso
  - Anahi Leclerc, Jean-Marie Leroy pour Monsieur Hire
  - Dominique Bouchard pour Noce blanche
  - Sylvain Mathieu pour Trop belle pour toi
  - Laurent Lufroy, Laurent Pétin pour Valmont